# جنت (شرکت هواپیمایی)
جنت (به انگلیسی: Janet (airline)) یک شرکت هواپیمایی است که در تاریخ ۱۹۷۲ میلادی تأسیس شده است.
قطب این شرکت هواپیمایی در فرودگاه بین‌المللی مک‌کاران قرار دارد و به ۶ مقصد، پرواز مستقیم انجام می‌دهد.

## مقصدهای پروازی
- کالیفرنیا
  - پایگاه پلانت ۴۲ نیروی هوایی آمریکا
  - پایگاه نیروی هوایی دریایی چین
- نوادا
  - منطقه ۵۱
  - فرودگاه بین‌المللی مک‌کاران – قطب
  - فرودگاه تونوپا تست رنج